# قائمة قرارات مجلس الأمن التابع للأمم المتحدة لعام 2012
تتضمن قائمة قرارات مجلس الأمن التابع للأمم المتحدة لعام 2012 جميع القرارات الصادرة عن مجلس الأمن التابع للأمم المتحدة خلال العام 2012.

## القائمة
| رقم القرار | الرمز            | نص القرار                         | موضوع القرار |
| ---------- | ---------------- | --------------------------------- | --- |
| 2033       | S/RES/2033(2012) | نص الوثيقة على موقع الأمم المتحدة | التعاون بين الأمم المتحدة والمؤسسات الإقليمية في صون السلام والأمن الدوليين. |
| 2034       | S/RES/2034(2012) | نص الوثيقة على موقع الأمم المتحدة | تاريخ الانتخاب على المقعد الشاغر في محكمة العدل الدولية |
| 2035       | S/RES/2035(2012) | نص الوثيقة على موقع الأمم المتحدة | السودان |
| 2036       | S/RES/2036(2012) | نص الوثيقة على موقع الأمم المتحدة | بشأن الحالة في الصومال |
| 2037       | S/RES/2037(2012) | نص الوثيقة على موقع الأمم المتحدة | الحالة في تيمور الشرقية |
| 2038       | S/RES/2038(2012) | نص الوثيقة على موقع الأمم المتحدة | المحكمة الدولية لمحاكمة الأشخاص المسؤولين عن الانتهاكات الجسيمة للقانون الإنساني الدولي التي ارتكبت في إقليم يوغوسلافيا السابقة منذ عام 1991، المحكمة الجنائية الدولية لمحاكمة الأشخاص المسؤولين عن أعمال الإبادة الجماعية والانتهاكات الجسيمة للقانون الإنساني الدولي التي ارتكبت في إقليم رواندا والمواطنين الروانديين المسؤولين عن أعمال الإبادة الجماعية وغيرها من الانتهاكات المماثلة المرتكبة في أراضي الدول المجاورة بين 1 كانون الثاني 1994 و31 ديسمبر 1994 |
| 2039       | S/RES/2039(2012) | نص الوثيقة على موقع الأمم المتحدة | أعمال القرصنة والسطو المسلح في البحر في خليج غينيا |
| 2040       | S/RES/2040(2012) | نص الوثيقة على موقع الأمم المتحدة | بشأن تمديد ولاية بعثة الأمم المتحدة للدعم في ليبيا لفترة 12 شهرا أخرى |
| 2041       | S/RES/2041(2012) | نص الوثيقة على موقع الأمم المتحدة | تمديد ولاية بعثة الأمم المتحدة لتقديم المساعدة إلى أفغانستان حتى 23 آذار/مارس 2012 |
| 2042       | S/RES/2042(2012) | نص الوثيقة على موقع الأمم المتحدة | الحالة في الشرق الأوسط |
| 2043       | S/RES/2043(2012) | نص الوثيقة على موقع الأمم المتحدة | الحالة في الشرق الأوسط |
| 2044       | S/RES/2044(2012) | نص الوثيقة على موقع الأمم المتحدة | الحالة في الصحراء الغربية |
| 2045       | S/RES/2045(2012) | نص الوثيقة على موقع الأمم المتحدة | الحالة في كوت ديفوار |
| 2046       | S/RES/2046(2012) | نص الوثيقة على موقع الأمم المتحدة | تقارير الأمين العام عن السودان |
| 2047       | S/RES/2047(2012) | نص الوثيقة على موقع الأمم المتحدة | تقارير الأمين العام عن السودان |
| 2048       | S/RES/2048(2012) | نص الوثيقة على موقع الأمم المتحدة | الحالة في غينيا - بيساو |
| 2049       | S/RES/2049(2012) | نص الوثيقة على موقع الأمم المتحدة | عدم الانتشار |
| 2050       | S/RES/2050(2012) | نص الوثيقة على موقع الأمم المتحدة | عدم الانتشار جمهورية كوريا الشعبية الديمقراطية |
| 2051       | S/RES/2051(2012) | نص الوثيقة على موقع الأمم المتحدة | الحالة في الشرق الأوسط |
| 2052       | S/RES/2052(2012) | نص الوثيقة على موقع الأمم المتحدة | الحالة في الشرق الأوسط قوة الأمم المتحدة لمراقبة فض الاشتباك الجولان السوري |
| 2053       | S/RES/2053(2012) | نص الوثيقة على موقع الأمم المتحدة | جمهورية الكونغو الديمقراطية |
| 2054       | S/RES/2054(2012) | نص الوثيقة على موقع الأمم المتحدة | المحكمة الجنائية الدولية لرواندا |
| 2055       | S/RES/2055(2012) | نص الوثيقة على موقع الأمم المتحدة | عدم الانتشار |
| 2056       | S/RES/2056(2012) | نص الوثيقة على موقع الأمم المتحدة | السلام والأمن في أفريقيا الحالة في مالي |
| 2057       | S/RES/2057(2012) | نص الوثيقة على موقع الأمم المتحدة | تقرير الأمين العام بشأن السودان وجنوب السودان |
| 2058       | S/RES/2058(2012) | نص الوثيقة على موقع الأمم المتحدة | الحالة في قبرص |
| 2059       | S/RES/2059(2012) | نص الوثيقة على موقع الأمم المتحدة | الحالة في الشرق الأوسط |
| 2060       | S/RES/2060(2012) | نص الوثيقة على موقع الأمم المتحدة | الحالة في الصومال |
| 2061       | S/RES/2061(2012) | نص الوثيقة على موقع الأمم المتحدة | الحالة في ما يتعلق بالعراق |
| 2062       | S/RES/2062(2012) | نص الوثيقة على موقع الأمم المتحدة | الحالة في كوت ديفوار |
| 2063       | S/RES/2063(2012) | نص الوثيقة على موقع الأمم المتحدة | تقارير الأمين العام عن السودان |
| 2064       | S/RES/2064(2012) | نص الوثيقة على موقع الأمم المتحدة | الحالة في الشرق الأوسط |
| 2065       | S/RES/2065(2012) | نص الوثيقة على موقع الأمم المتحدة | الحالة في سيراليون |
| 2066       | S/RES/2066(2012) | نص الوثيقة على موقع الأمم المتحدة | الحالة في ليبريا والمنطقة دون الإقليمية |
| 2067       | S/RES/2067(2012) | نص الوثيقة على موقع الأمم المتحدة | الحالة في الصومال |
| 2068       | S/RES/2068(2012) | نص الوثيقة على موقع الأمم المتحدة | صون السلام والأمن الدوليين، حماية الأطفال المتضررين من النزاع المسلح |
| 2069       | S/RES/2069(2012) | نص الوثيقة على موقع الأمم المتحدة | الحالة في أفغانستان وآثارها على السلام والأمن الدوليين |
| 2070       | S/RES/2070(2012) | نص الوثيقة على موقع الأمم المتحدة | المسألة المتعلقة بهايتي |
| 2071       | S/RES/2071(2012) | نص الوثيقة على موقع الأمم المتحدة | السلام والأمن في أفريقيا مالي ومنطقة الساحل |
| 2072       | S/RES/2072(2012) | نص الوثيقة على موقع الأمم المتحدة | الحالة في الصومال |
| 2073       | S/RES/2073(2012) | نص الوثيقة على موقع الأمم المتحدة | الحالة في الصومال |
| 2074       | S/RES/2074(2012) | نص الوثيقة على موقع الأمم المتحدة | النزاعات في يوغوسلافيا السابقة - الحالة في البوسنة والهرسك |
| 2075       | S/RES/2075(2012) | نص الوثيقة على موقع الأمم المتحدة | الوضع في السودان وجنوب السودان |
| 2076       | S/RES/2076(2012) | نص الوثيقة على موقع الأمم المتحدة | الحالة فيما يتعلق بجمهورية الكونغو الديمقراطية |
| 2077       | S/RES/2077(2012) | نص الوثيقة على موقع الأمم المتحدة | الحالة في الصومال |
| 2078       | S/RES/2078(2012) | نص الوثيقة على موقع الأمم المتحدة | جمهورية الكونغو الديمقراطية |
| 2079       | S/RES/2079(2012) | نص الوثيقة على موقع الأمم المتحدة | الحالة في ليبريا وغرب أفريقيا |
| 2080       | S/RES/2080(2012) | نص الوثيقة على موقع الأمم المتحدة | المحكمة الجنائية الدولية لرواندا |
| 2081       | S/RES/2081(2012) | نص الوثيقة على موقع الأمم المتحدة | المحكمة الجنائية الدولية ليوغوسلافيا السابقة |
| 2082       | S/RES/2082(2012) | نص الوثيقة على موقع الأمم المتحدة | التهديدات التي يتعرض لها السلام والأمن الدوليان نتيجة للأعمال الإرهابية |
| 2083       | S/RES/2083(2012) | نص الوثيقة على موقع الأمم المتحدة | التهديدات التي يتعرض لها السلام والأمن الدوليان نتيجة للأعمال الإرهابية |
| 2084       | S/RES/2084(2012) | نص الوثيقة على موقع الأمم المتحدة | الحالة في الشرق الأوسط |
| 2085       | S/RES/2085(2012) | نص الوثيقة على موقع الأمم المتحدة | مالي |

## المرجع
1. ↑  "Security Council Resolutions". الأمم المتحدة. مؤرشف من الأصل في 2018-10-23. اطلع عليه بتاريخ 22 شباط / فبراير 2017. {{استشهاد ويب}}: تحقق من التاريخ في: |تاريخ الوصول= (مساعدة) وتجاهل المحلل الوسيط |لغ= لأنه غير معروف (مساعدة)